# Örtomta distrikt
Örtomta distrikt är ett distrikt i Linköpings kommun och Östergötlands län. 
Distriktet ligger öster om Linköping. 

## Tidigare administrativ tillhörighet
Distriktet inrättades 2016 och utgörs av socknen Örtomta i Linköpings kommun.
Området motsvarar den omfattning Örtomta församling hade vid årsskiftet 1999/2000.